# حيدر كلا (مقاطعة فريدونكنار)
حيدر كلا (بالفارسية: حیدرکلا) هي مستوطنة تقع في مازندران في إيران. يقدر عدد سكانها بـ 491 نسمة .